# Kestratherina
Kestratherina és un gènere de peixos pertanyent a la família dels aterínids que es troba a Austràlia.

## Taxonomia
- Kestratherina brevirostris (Pavlov, Ivantsoff, Last & Crowley, 1988)[5]
- Kestratherina esox (Klunzinger, 1872)[6][7][8]